# Кагни Лин Картър
Кагни Лин Картър (на английски: Kagney Linn Karter) е американска порнографска актриса.

## Ранен живот
Родена е на 28 март 1987 г. в град Харис, щата Тексас, САЩ, но израства в град Сейнт Джоузеф, щата Мисури. Като малка иска да стане певица и посещава професионални курсове по солфеж и актьорско майсторство в Ню Йорк.

## Кариера
На 18-годишна възраст става еротична танцьорка в Мисури, за да събере пари за кариера в Холивуд. След това се премества в Калифорния в желанието си да бъде певица и поп-звезда. Там тя продължава да танцува в нощни клубове, като привлича вниманието на фотографката Холи Рандал и снима фотосесия за нея. Скоро се появява и на страниците на списание Пентхаус и оттам се насочва към порноиндустрията.
Дебютира като актриса в порнографската индустрия през септември 2008 г. с участие във филма „Разгонени колежанки“. Изключително успешна се оказва ролята ѝ в порноверсията на телевиизонния сериал „Женени с деца“. В него изиграва дъщерята на Ал Бънди – Кели Бънди. Тази ѝ роля ѝ носи популярност и тя получава предложение за договор с филмовата компания „Зироу“ за седемцифрено парично възнаграждение.
През 2010 г. печели наградата на AVN за най-добра нова звезда. Същата година, през месец април, излиза филмът „Всичко за Кагни Лин Картър“, в който тя прави първите си сцени с анален секс и с междурасов секс.
През януари 2010 г. подписва ексклузивен договор с компанията „Зироу толеранс ентъртейнмънт“.
Във филма „Gangbanged 3“ (Elegant Angel, 2012) прави първия си генгбенг, партнирайки си със седем мъже, като сцената включва и анален секс, междурасов секс, двойно проникване и скуирт.
Поставена е на 21-во място в класацията на списание „Комплекс“, наречена „Топ 100 на най-горещите порнозвезди (точно сега)“ от юли 2011 г.

## Награди и номинации
Носителка на индивидуални награди
- 2009: Пентхаус любимка за месец юни.[11]
- 2010: AVN награда за най-добра нова звезда.[7]
- 2010: AVN награда за най-добра POV секс сцена.[7]
- 2010: XBIZ награда за нова звезда на годината.[12]
- 2010: XRCO награда за нова звезда.[13]
- 2010: TLA Raw награда за най-добра нова жена.[14]
- 2012: Urban X награда за най-добра сцена с анален секс – „Prince The Penetrator“ (с Принс Яшуа).[15]
- 2014: AVN награда на феновете за най-добри гърди.[16]

Номинации
- Номинации за AVN награди: най-добра поддържаща актриса (2010); изпълнителка на годината, най-добра соло секс сцена – „Летящо соло 2“ (2011); изпълнителка на годината, най-добра актриса, най-добра поддържаща актриса, най-добра секс сцена с двойно проникване - „Кагни Лин Картър е безмилостна“ (с Рамон Номар и Тони Рибас), най-добра орална секс сцена - American Cocksucking Sluts (с Бриан Бенсън и Али Хейз), най-добра сцена с анален секс – „Всичко за Кагни Лин Картър“ заедно (с Мануел Ферара), най-добра сцена с групов секс само с момичета - „Всичко за Кагни Лин Картър“ (със Сара Вандела и Мари Лъв) (2012); най-добра поддържаща актриса – „Кръстникът“, най-добра сцена с групов секс само с момичета – „Хищни птици ХХХ“ (с Грейси Глам и Бруклин Лий) (2013).[17][18][19][20][21]
- Номинации за XBIZ награди: изпълнителка на годината (2011, 2012, 2013).[22][23][24]
- Номинации за XRCO награда: най-добра актриса (2012).[25]
- Номинация за NightMoves награди: най-добра изпълнителка (2010, 2012), най-добро тяло (2012).[26][27]
- Номинации за F.A.M.E. награди: любима нова звезда, най-горещо тяло, любима орална звезда (2010).[28]

Други признания и отличия
- 2009: Twistys момиче на месец април.[29]
- 2011: 6-о място в конкурса Мис FreeOnes.[30]
- 2011: 21-во място в класацията на списание „Комплекс“, наречена „Топ 100 на най-горещите порнозвезди (точно сега)“.[8]